# Soupir (Aisne)
Pour les articles homonymes, voir Soupir.
Soupir est une commune française située dans le département de l'Aisne, en région Hauts-de-France. Soupir a été totalement détruite lors des batailles sur le Chemin des Dames lors de la Première Guerre mondiale.

## Géographie

### Description
Soupir est située sur la rive droite de l'Aisne, entre Bourg-et-Comin (en amont et à l'est) et Vailly-sur-Aisne (en aval et à l'ouest).
Il est accessible par la RD 925.

### Hydrographie

#### Réseau hydrographique
La commune est située dans le bassin Seine-Normandie. Elle est drainée par l'Aisne, le canal de l'Oise à l'Aisne, le canal latéral à l'Aisne, le cours d'eau 01 de la Grosse Haie, le cours d'eau 01 des Sablons, le cours d'eau 03 de la Prée et le ru de Vendresse Beaulne,,.
L'Aisne est un  cours d'eau naturel navigable de 256 km de longueur, traversant les cinq départements Meuse, Marne, Ardennes, Aisne, Oise. Elle est un affluent de rive gauche de l'Oise, ce qui fait d'elle un sous-affluent de la Seine.
Le canal de l'Oise à l'Aisne est un canal à bief de partage au gabarit Freycinet reliant les vallées de l'Oise et de l'Aisne. Il relie les communes d'Abbécourt et de Bourg-et-Comin en passant sous le tristement célèbre « Chemin des Dames ».
Le canal latéral à l'Aisne relie Vieux-lès-Asfeld (Ardennes) à Celles-sur-Aisne (Aisne), en passant par Berry-au-Bac.

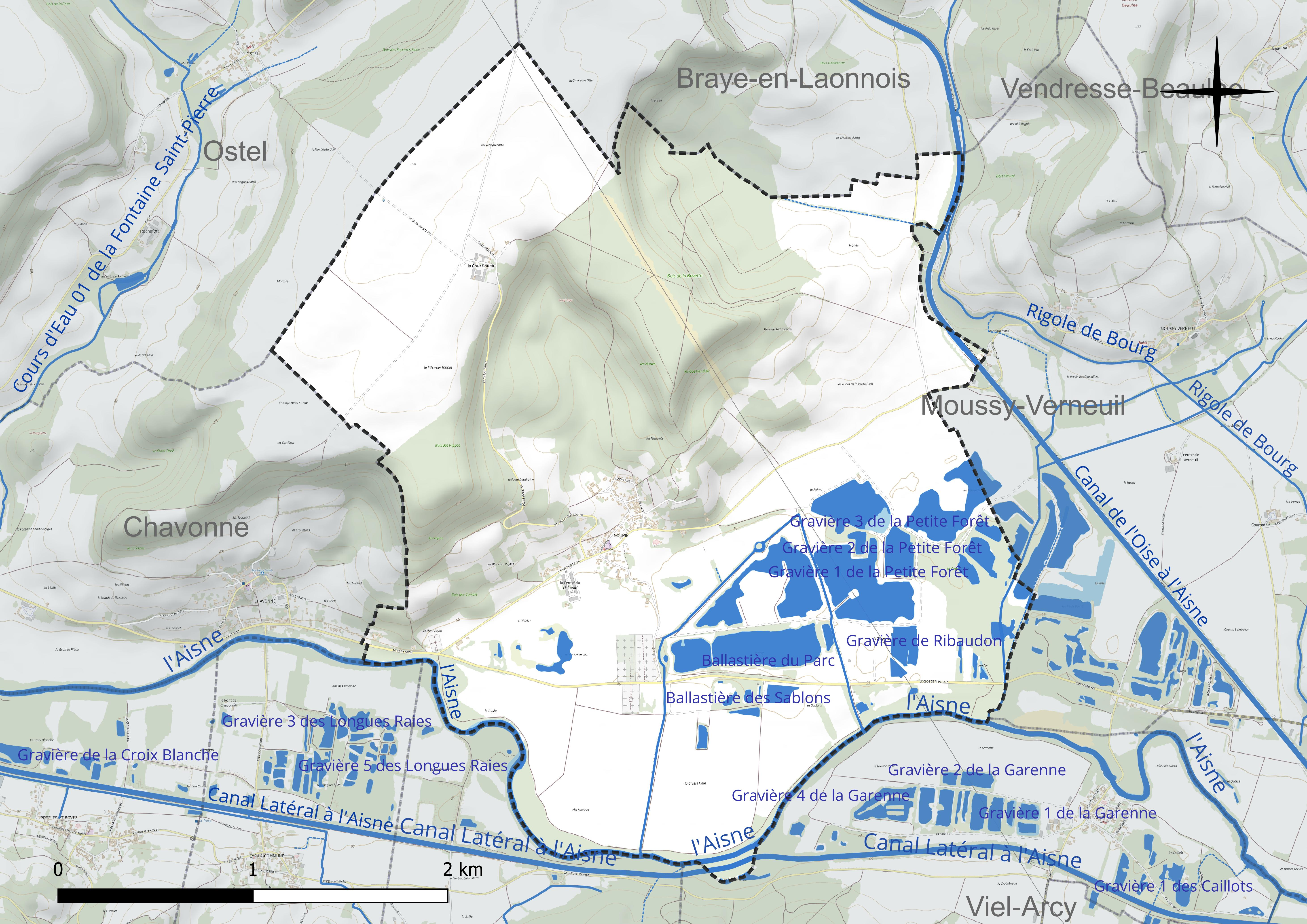
Réseau hydrographique de Soupir.

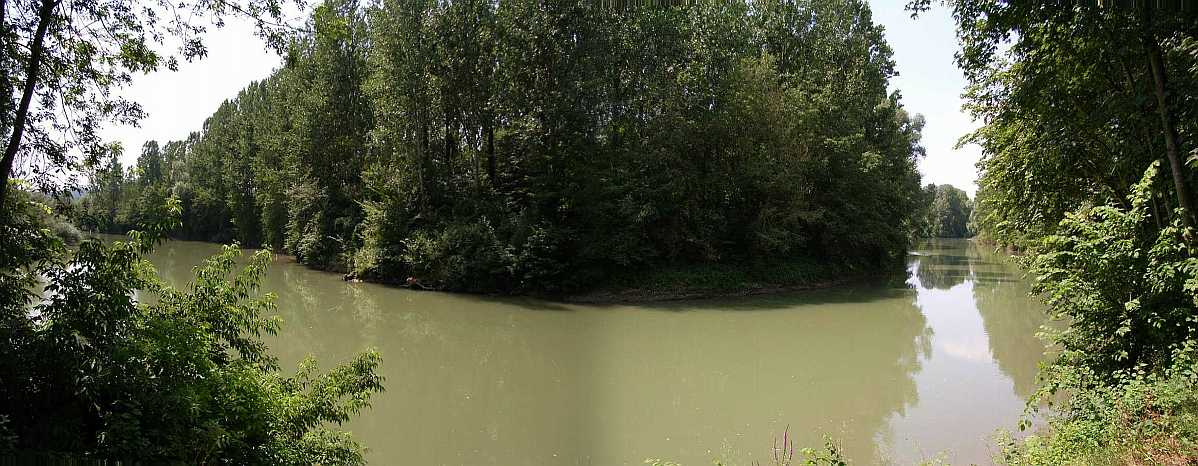
Panorama sur l'Aisne
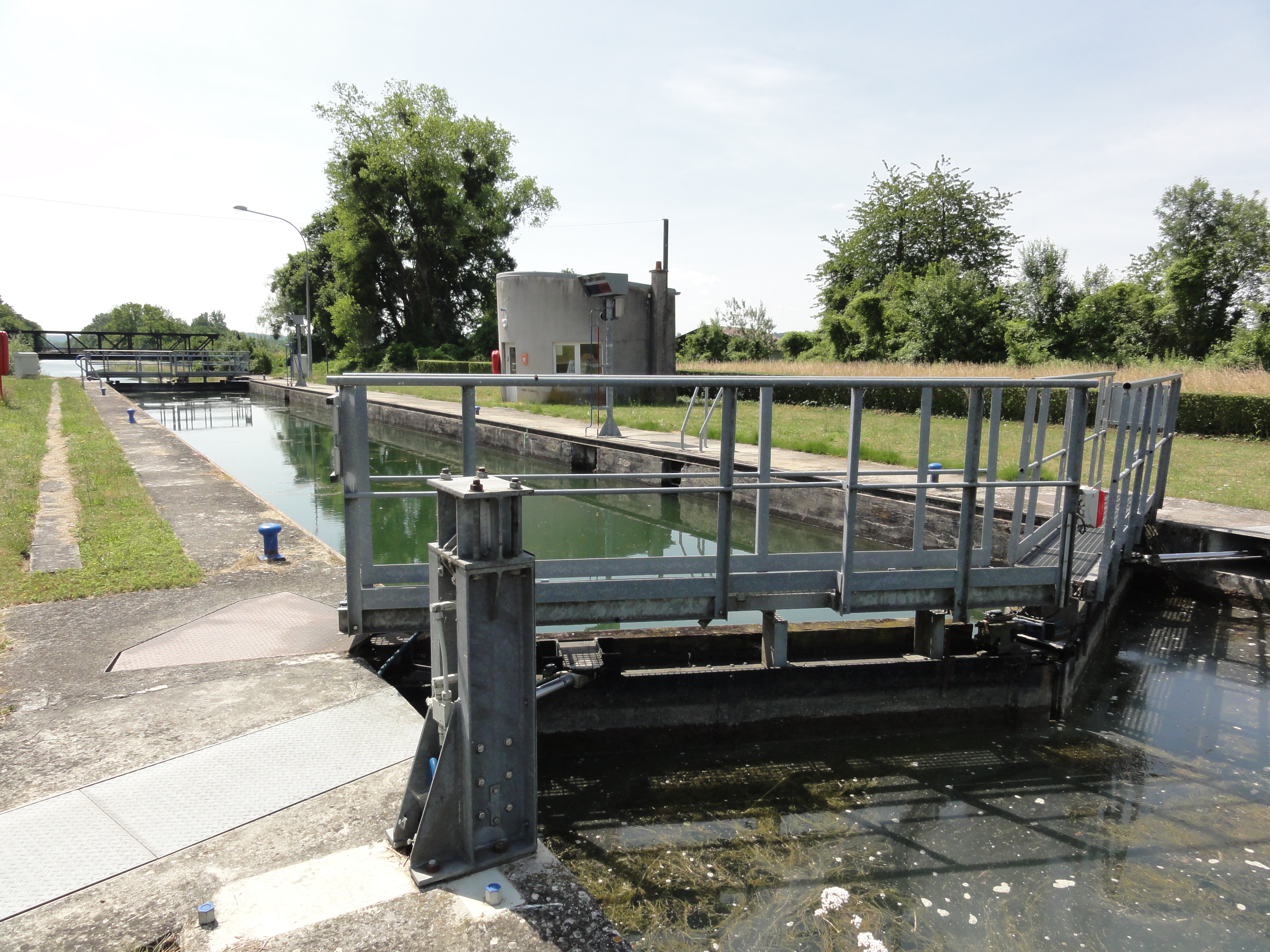
L'écluse no 12 de Moussy-Soupir sur le canal de l'Oise à l'Aisne.

Sept plans d'eau complètent le réseau hydrographique : la ballastière des Sablons (0,5 ha), la ballastière du Parc (12,8 ha), la gravière 1 de la Petite Forêt (0,9 ha), la gravière 2 de la Petite Forêt (1,7 ha), la gravière 3 de la Petite Forêt, d'une superficie totale de 0,8 ha (0,8 ha sur la commune), la gravière 4 de la Petite Forêt, d'une superficie totale de 1,2 ha (0,3 ha sur la commune) et la gravière de Ribaudon (0,9 ha),.

#### Gestion et qualité des eaux
Le territoire communal est couvert par le schéma d'aménagement et de gestion des eaux (SAGE) « Aisne Vesle Suippe ». Ce document de planification, dont le territoire s'étend sur 3 096 km2 répartis sur trois départements (Aisne, Marne et Ardennes) et deux régions (Champagne-Ardenne et Picardie), a été approuvé le 16 décembre 2013. La structure porteuse de l'élaboration et de la mise en œuvre est le Syndicat d'aménagement des bassins Aisne Vesle Suippe (SIABAVES).
La qualité des cours d'eau peut être consultée sur un site spécial géré par les agences de l'eau et l'Agence française pour la biodiversité.

### Climat
Pour des articles plus généraux, voir Climat des Hauts-de-France et Climat de l'Aisne.
En 2010, le climat de la commune est de type climat océanique dégradé des plaines du Centre et du Nord, selon une étude du CNRS s'appuyant sur une série de données couvrant la période 1971-2000. En 2020, Météo-France publie une typologie des climats de la France métropolitaine dans laquelle la commune est exposée à un climat océanique altéré et est dans la région climatique Nord-est du bassin Parisien, caractérisée par un ensoleillement médiocre, une pluviométrie moyenne régulièrement répartie au cours de l'année et un hiver froid (3 °C).
Pour la période 1971-2000, la température annuelle moyenne est de 10,5 °C, avec une amplitude thermique annuelle de 15,1 °C. Le cumul annuel moyen de précipitations est de 726 mm, avec 11,7 jours de précipitations en janvier et 8,5 jours en juillet. Pour la période 1991-2020, la température moyenne annuelle observée sur la station météorologique la plus proche, située sur la commune de Braine à 9 km à vol d'oiseau, est de 11,3 °C et le cumul annuel moyen de précipitations est de 662,7 mm,. Pour l'avenir, les paramètres climatiques de la commune estimés pour 2050 selon différents scénarios d'émission de gaz à effet de serre sont consultables sur un site spécial publié par Météo-France en novembre 2022.

## Urbanisme

### Typologie
Au 1er janvier 2024, Soupir est catégorisée commune rurale à habitat dispersé, selon la nouvelle grille communale de densité à 7 niveaux définie par l'Insee en 2022.
Elle est située hors unité urbaine et hors attraction des villes,.

### Occupation des sols
L'occupation des sols de la commune, telle qu'elle ressort de la base de données européenne d'occupation biophysique des sols Corine Land Cover (CLC), est marquée par l'importance des territoires agricoles (54,2 % en 2018), en diminution par rapport à 1990 (69,1 %). La répartition détaillée en 2018 est la suivante : 
terres arables (52,2 %), forêts (30,6 %), eaux continentales (6,7 %), mines, décharges et chantiers (5,7 %), zones urbanisées (2,8 %), zones agricoles hétérogènes (1,3 %), prairies (0,7 %).
L'évolution de l'occupation des sols de la commune et de ses infrastructures peut être observée sur les différentes représentations cartographiques du territoire : la carte de Cassini (XVIIIe siècle), la carte d'état-major (1820-1866) et les cartes ou photos aériennes de l'IGN pour la période actuelle (1950 à aujourd'hui).

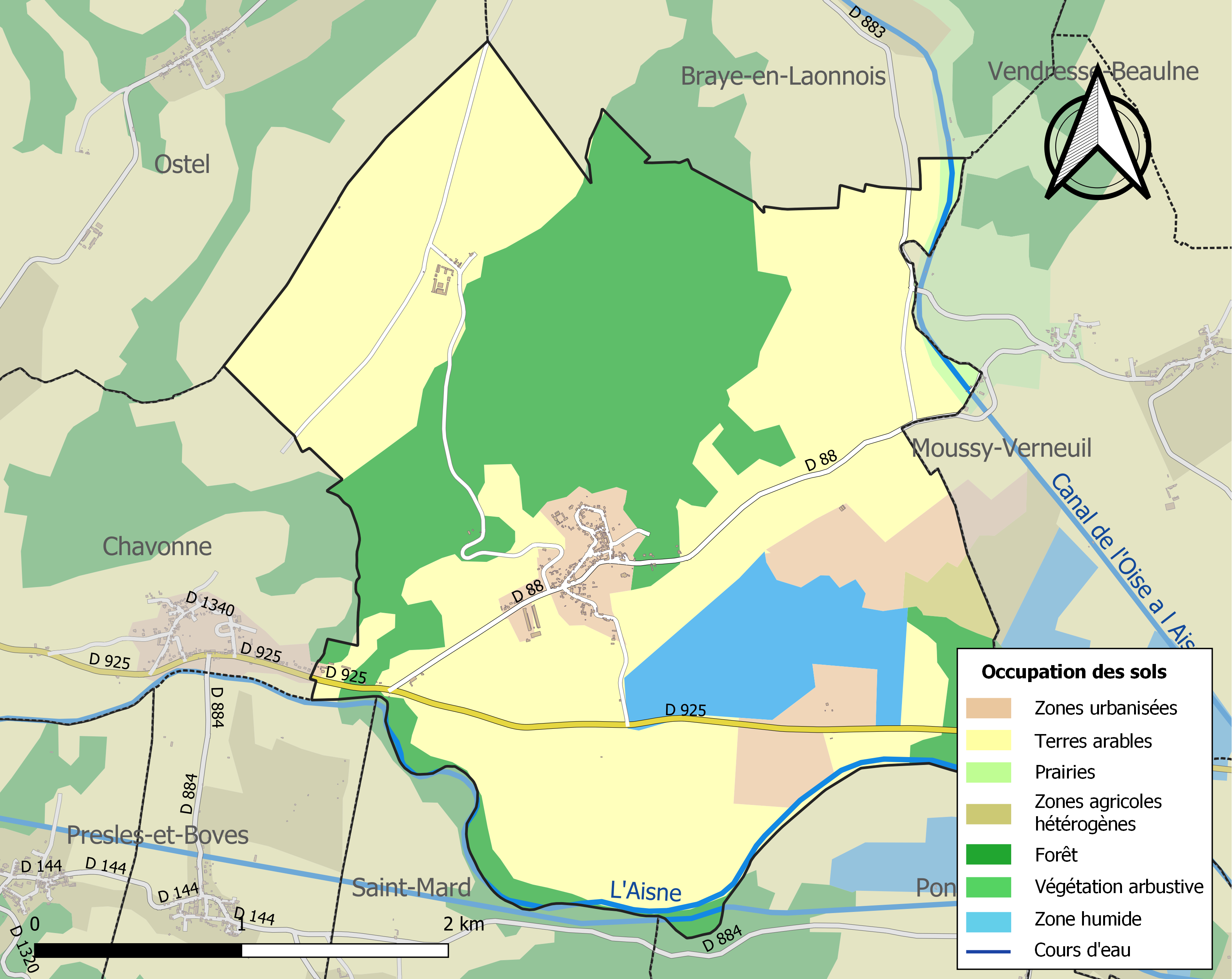
Carte de l'occupation des sols de la commune en 2018 (CLC).

### Habitat et logement
En 2019, le nombre total de logements dans la commune était de 135, alors qu'il était de 135 en 2014 et de 133 en 2009.
Parmi ces logements, 88,9 % étaient des résidences principales, 4,4 % des résidences secondaires et 6,7 % des logements vacants. Ces logements étaient pour 93,2 % d'entre eux des maisons individuelles et pour 6 % des appartements.
Le tableau ci-dessous présente la typologie des logements à Soupir en 2019 en comparaison avec celle de l'Aisne et de la France entière. Une caractéristique marquante du parc de logements est ainsi une proportion de résidences secondaires et logements occasionnels (4,4 %) supérieure à celle du département (3,5 %) et à celle de la France entière (9,7 %). Concernant le statut d'occupation de ces logements, 62,6 % des habitants de la commune sont propriétaires de leur logement (67,2 % en 2014), contre 61,6 % pour l'Aisne et 57,5 pour la France entière.
| Typologie                                               | Soupir | Aisne | France entière |
| ------------------------------------------------------- | ------ | ----- | -------------- |
| Résidences principales (en %)                           | 88,9   | 86,5  | 82,1           |
| Résidences secondaires et logements occasionnels (en %) | 4,4    | 3,5   | 9,7            |
| Logements vacants (en %)                                | 6,7    | 9,9   | 8,2            |

## Toponymie
Le nom de la localité est attesté sous les formes Parochia Soupeiacensis (1124) ; Sulpi (1132) ; Supeium (1134) ; Soupeium (1134) ; Ecclesia de Sopi (1144) ; Suppeium (1163) ; Soppi (1217) ; Soupi (1221) ; Soppiacum (1222) ; Sopiacum (1225) ; Souppi, Souppiacum (1230) ; Soupiacum (1243) ; Soupi-la-Vile (1278) ; Souppyacum (1287) ; Souppy (1303) ; Soupy (1319) ; Supi (1482) ; Souppy-en-Lannoys (1487) ; Souppy-en-Lannois (1487) ; Souppir (1554) ; Soupire (1671).

## Histoire

### Époque contemporaine
Au bord de l'Aisne et au sud du Chemin des Dames, le village est anéanti lors de la Première Guerre mondiale, puis reconstruit entièrement.
Cette guerre a laissé à Soupir de grands cimetières militaires.

Soupir et la Première Guerre mondiale
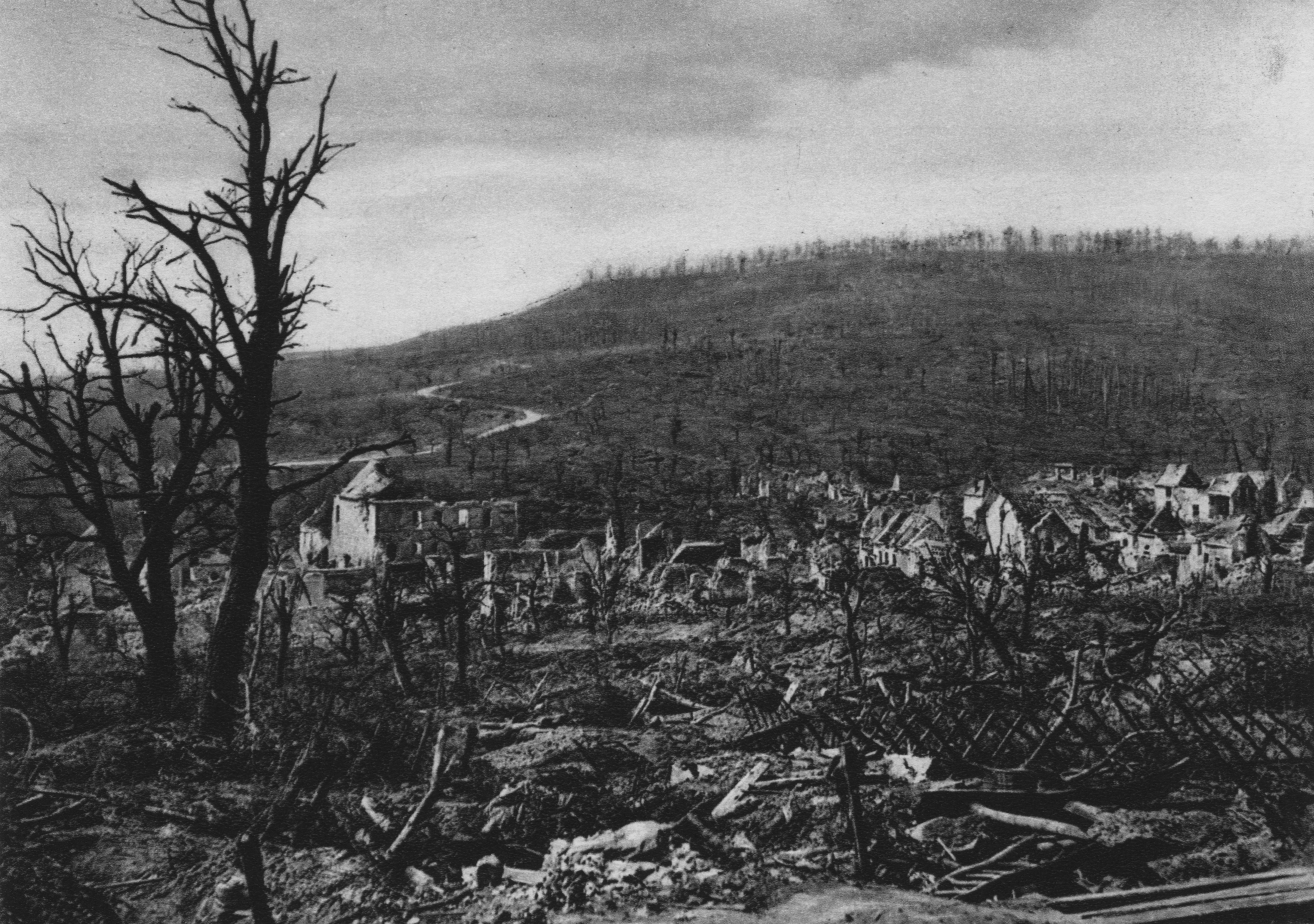
Le village ravagé en mai 1917.
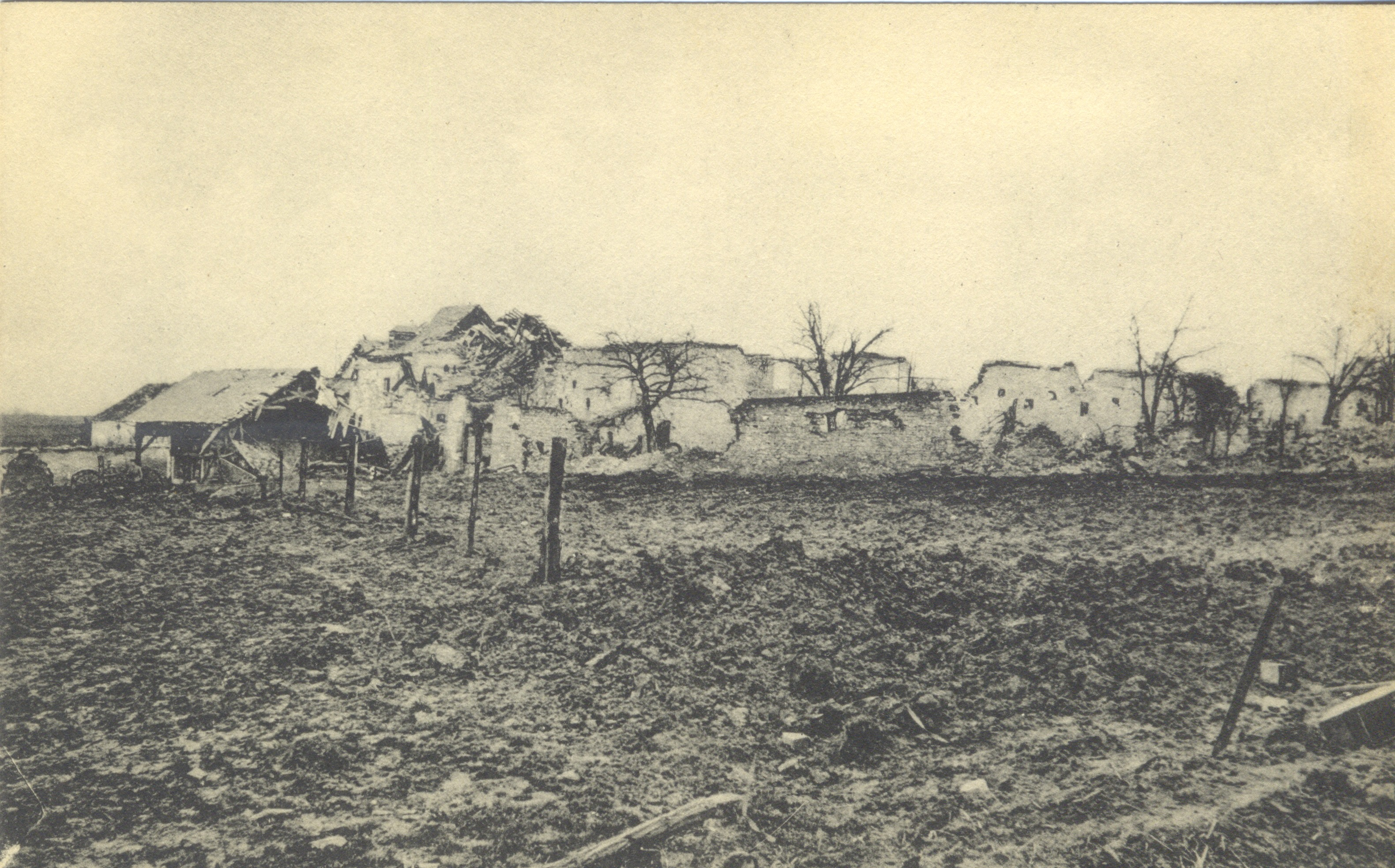
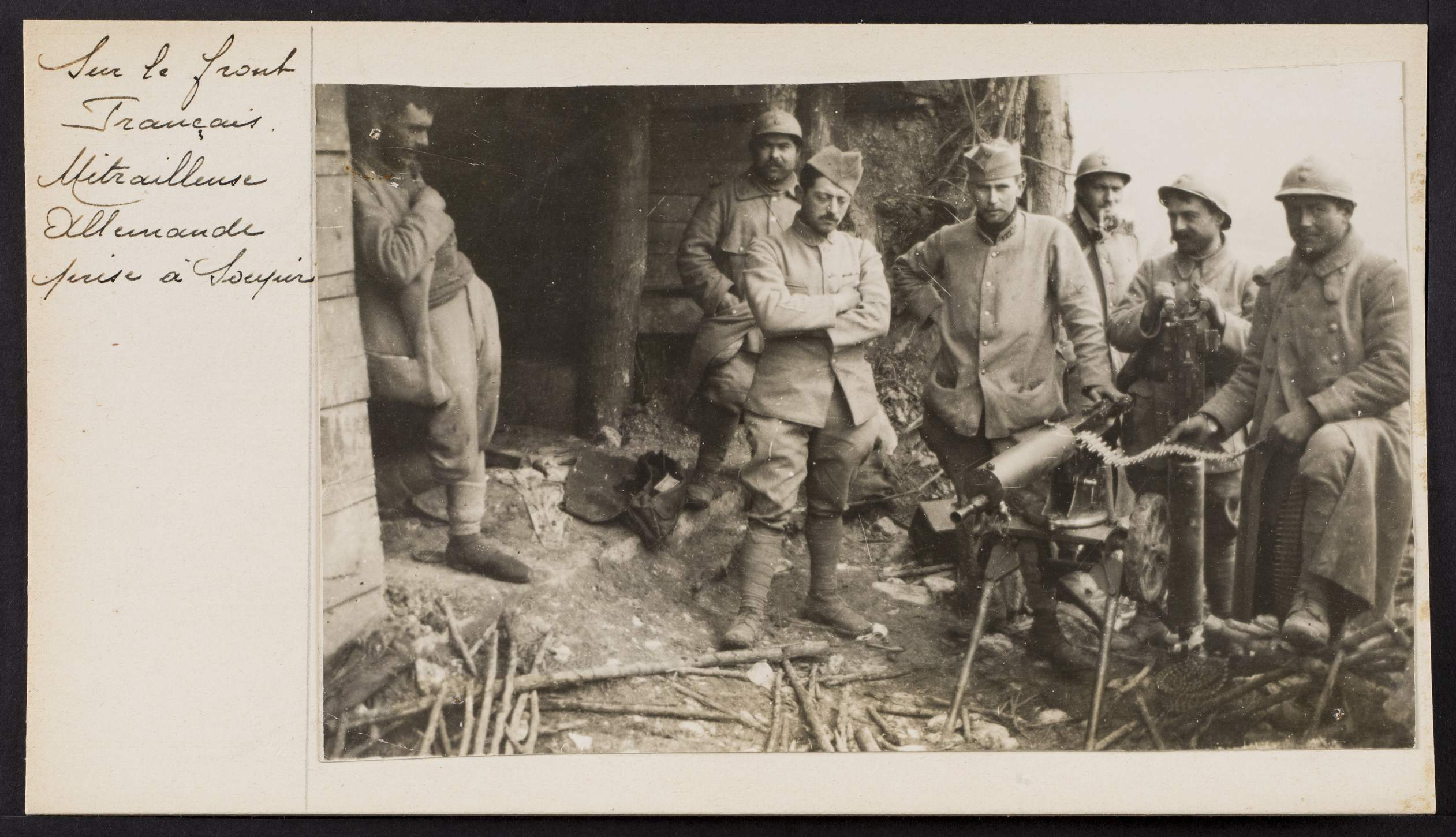
Sur le front Français. Mitrailleuse allemande prise à Soupir.
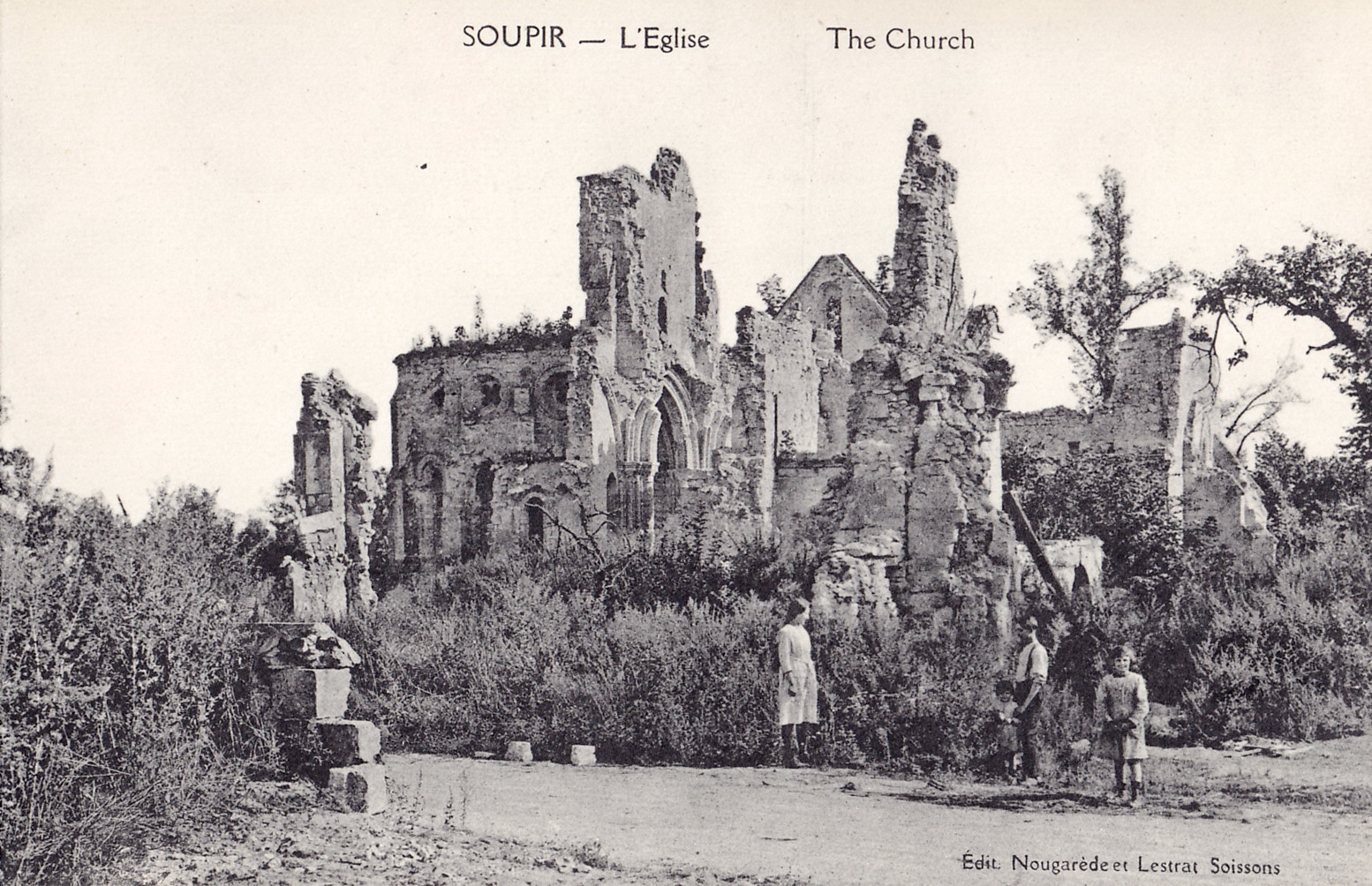
Ruines de l'église, au sortir de la Guerre.

Le village est considéré comme détruit à la fin de la guerre et a  été décoré de la Croix de guerre 1914-1918, le 26 octobre 1920.

Les fêtes de la mi-Carême de 1930
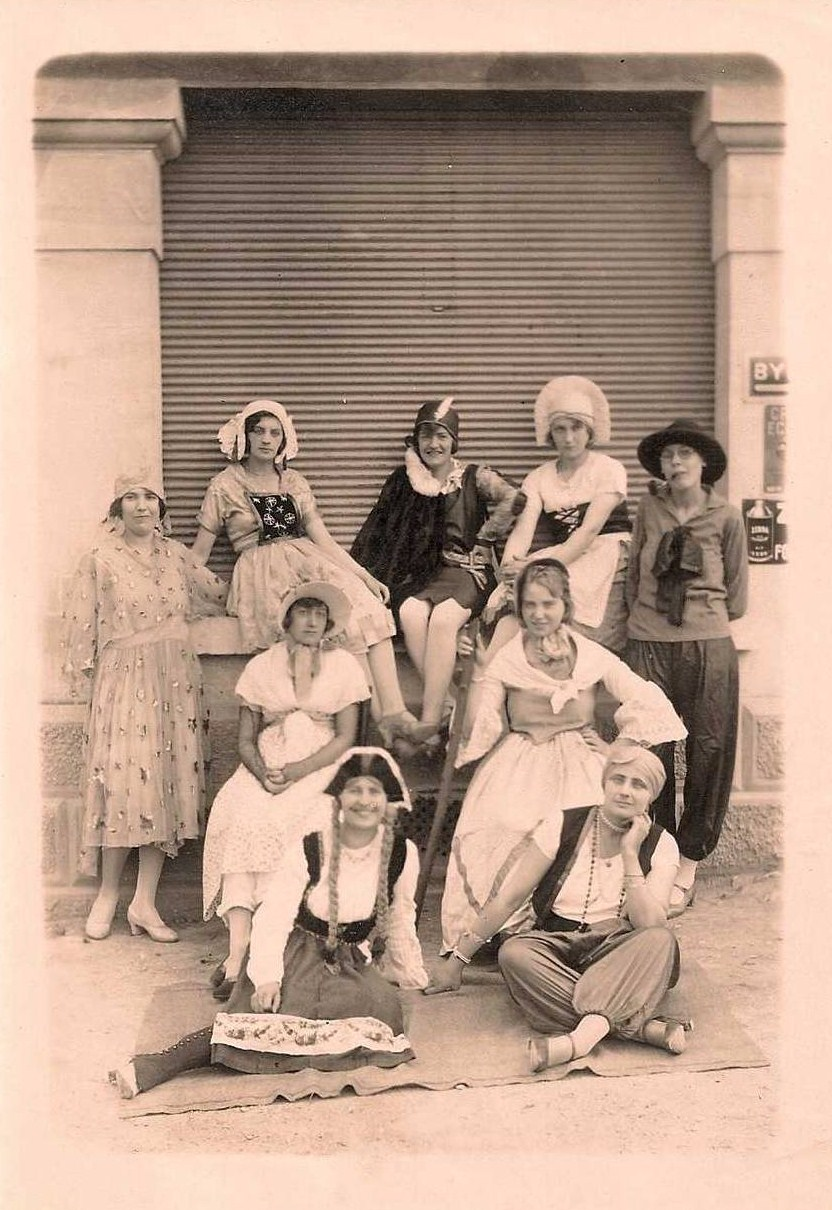
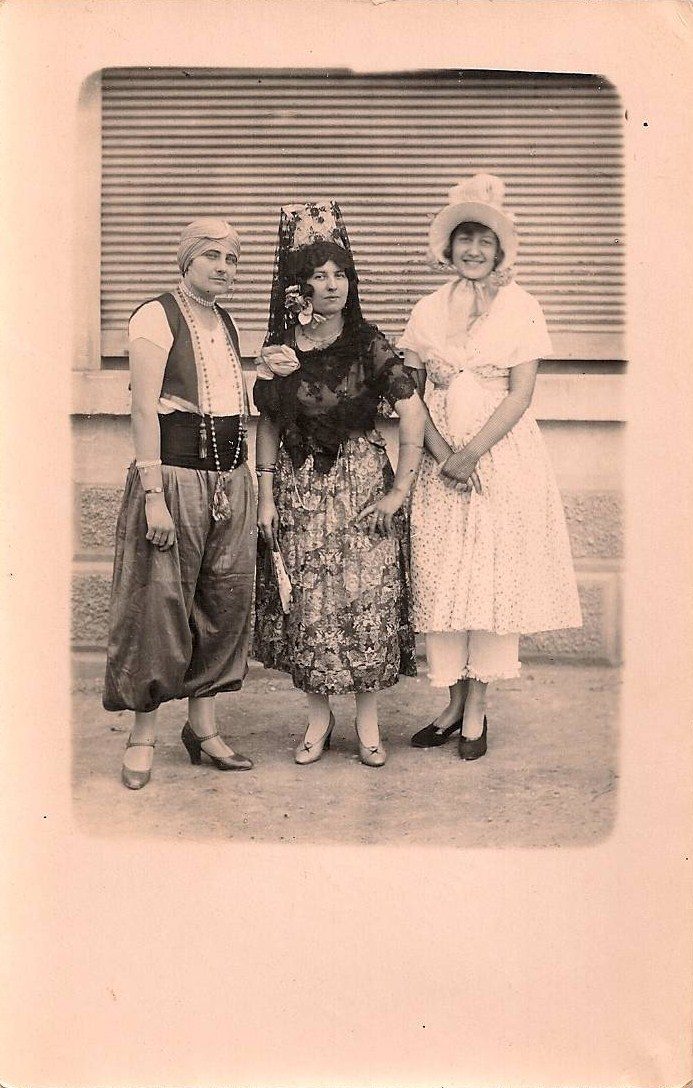

Lors du début de la Seconde Guerre mondiale, en 1940, la commune est à nouveau un haut lieu de la bataille de l'Ailette.

## Politique et administration

### Découpage territorial
La commune de Soupir est membre de la communauté de communes du Val de l'Aisne, un établissement public de coopération intercommunale (EPCI) à fiscalité propre créé le 28 décembre 1994 dont le siège est à Presles-et-Boves. Ce dernier est par ailleurs membre d'autres groupements intercommunaux.
Sur le plan administratif, elle est rattachée à l'arrondissement de Soissons, au département de l'Aisne et à la région Hauts-de-France. Sur le plan électoral, elle dépend du  canton de Fère-en-Tardenois pour l'élection des conseillers départementaux, depuis le redécoupage cantonal de 2014 entré en vigueur en 2015, et de la cinquième circonscription de l'Aisne  pour les élections législatives, depuis le dernier découpage électoral de 2010.

### Administration municipale
| Période                                  | Période                       | Identité                           | Étiquette | Qualité                                   |
| ---------------------------------------- | ----------------------------- | ---------------------------------- | --------- | ----------------------------------------- |
| Les données manquantes sont à compléter. |                               |                                    |           |                                           |
| 1808                                     | 1826                          | Charles Berthelot de Lavilleurnois |           | Conseiller général Décédé en fonction     |
| mars 1995                                | mai 2007                      | Jean-Jacques Libregs               |           | Imprimeur Décédé en fonction              |
| juillet 2007                             | mars 2008                     | Pierre Leroy                       |           |                                           |
| mars 2008                                | En cours (au 13 juillet 2020) | Evelyne Libregs                    | SE        | Retraitée Réélue pour le mandat 2020-2026 |

## Démographie
L'évolution du nombre d'habitants est connue à travers les recensements de la population effectués dans la commune depuis 1793. Pour les communes de moins de 10 000 habitants, une enquête de recensement portant sur toute la population est réalisée tous les cinq ans, les populations de référence des années intermédiaires étant quant à elles estimées par interpolation ou extrapolation. Pour la commune, le premier recensement exhaustif entrant dans le cadre du nouveau dispositif a été réalisé en 2007.

En 2022, la commune comptait 270 habitants, en évolution de −2,17 % par rapport à 2016 (Aisne : −1,97 %, France hors Mayotte : +2,11 %).
| 1793 | 1800 | 1806 | 1821 | 1831 | 1836 | 1841 | 1846 | 1851 |
| ---- | ---- | ---- | ---- | ---- | ---- | ---- | ---- | ---- |
| 411  | 444  | 462  | 360  | 445  | 483  | 476  | 484  | 490  |

| 1856 | 1861 | 1866 | 1872 | 1876 | 1881 | 1886 | 1891 | 1896 |
| ---- | ---- | ---- | ---- | ---- | ---- | ---- | ---- | ---- |
| 440  | 444  | 407  | 377  | 428  | 414  | 441  | 408  | 420  |

| 1901 | 1906 | 1911 | 1921 | 1926 | 1931 | 1936 | 1946 | 1954 |
| ---- | ---- | ---- | ---- | ---- | ---- | ---- | ---- | ---- |
| 334  | 330  | 379  | 134  | 286  | 442  | 365  | 330  | 350  |

| 1962 | 1968 | 1975 | 1982 | 1990 | 1999 | 2006 | 2007 | 2012 |
| ---- | ---- | ---- | ---- | ---- | ---- | ---- | ---- | ---- |
| 348  | 307  | 283  | 289  | 287  | 282  | 303  | 306  | 288  |

| 2017 | 2022 | - | - | - | - | - | - | - |
| ---- | ---- | - | - | - | - | - | - | - |
| 273  | 270  | - | - | - | - | - | - | - |

## Lieux et monuments

### Cimetières militaires de la Première Guerre mondiale
- Nécropoles nationales de Soupir, qui comprend deux sections majeures françaises :
  - Nécropole nationale n° 1 : créée en 1920, rassemble 7 808 corps dont 3 080 en trois ossuaires et 266 corps provenant d'autres cimetières dans quatre fosses communes, une tombe belge et une russe ;
  - Nécropole nationale n° 2 : créée en 1934, rassemble 2 829 corps dont 250 en un ossuaire, 27 tombes russes, 5 belges et 2 britanniques. En 1954, ont été inhumés dans cette nécropole 545 corps de soldats français tués pendant la campagne de France de 1940 ainsi que 33 civils belges en 1988.

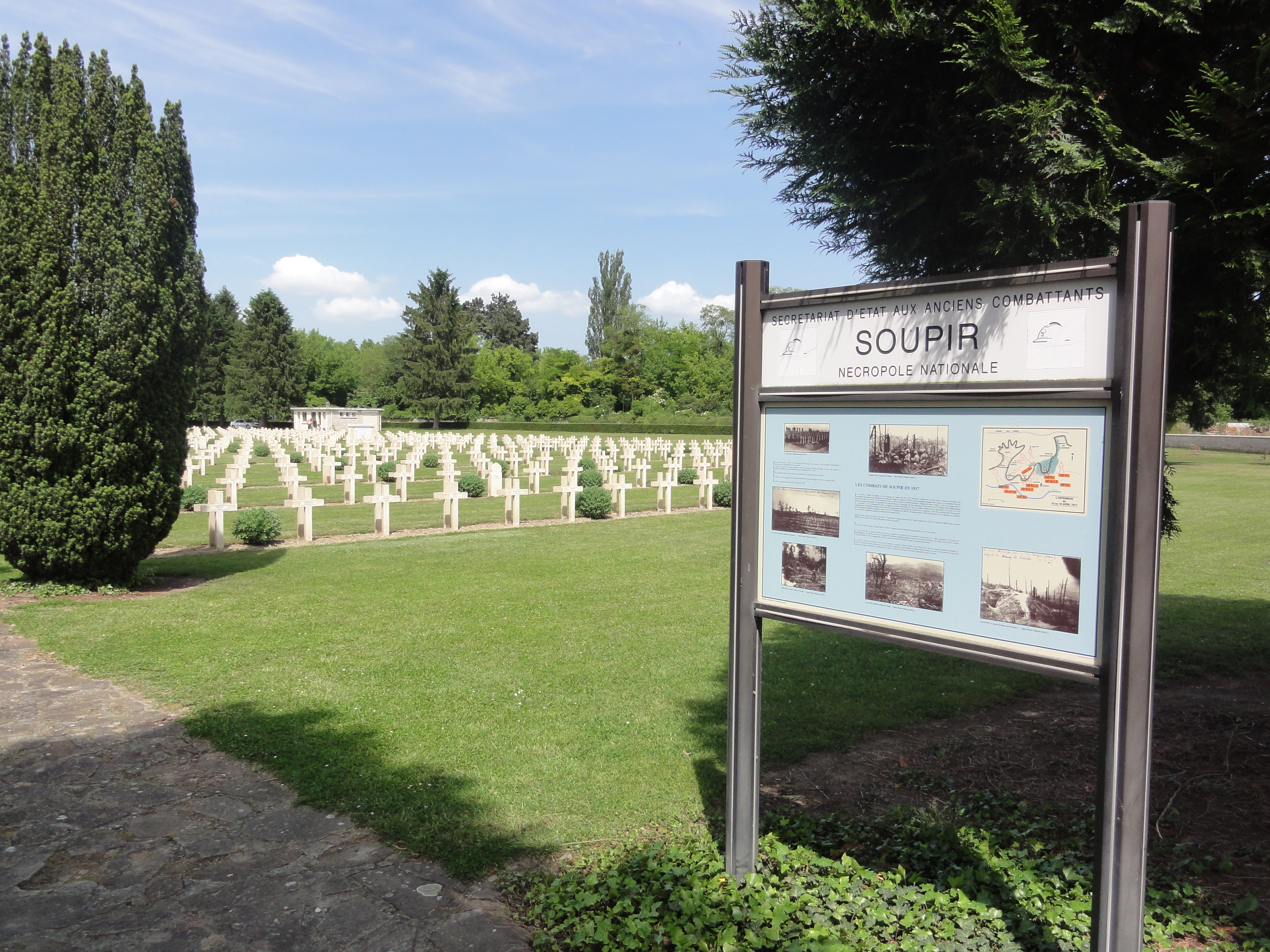
Nécropole nationale de Soupir, panneau.
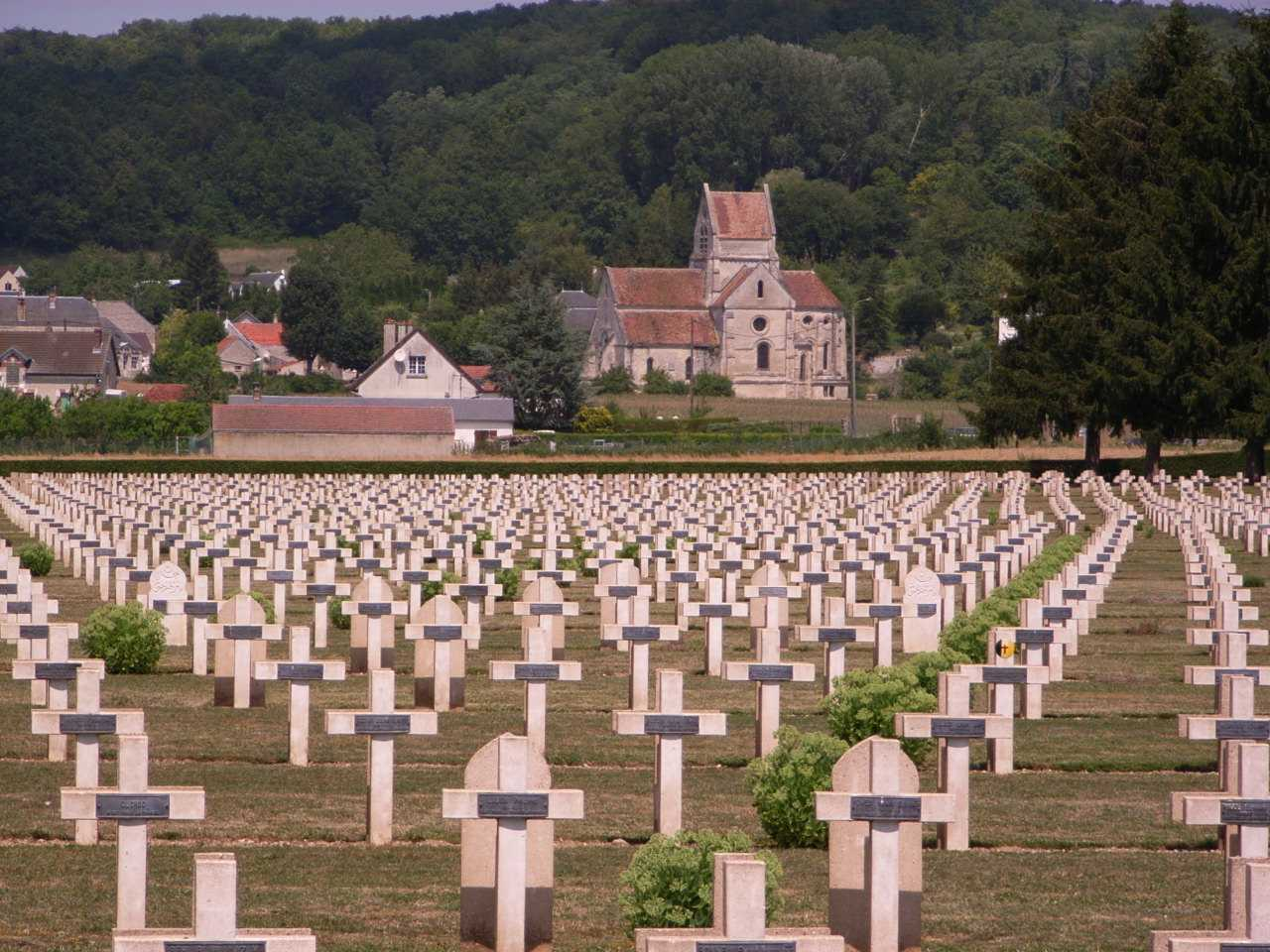
Nécropole nationale de Soupir, au fond l'église de Soupir.
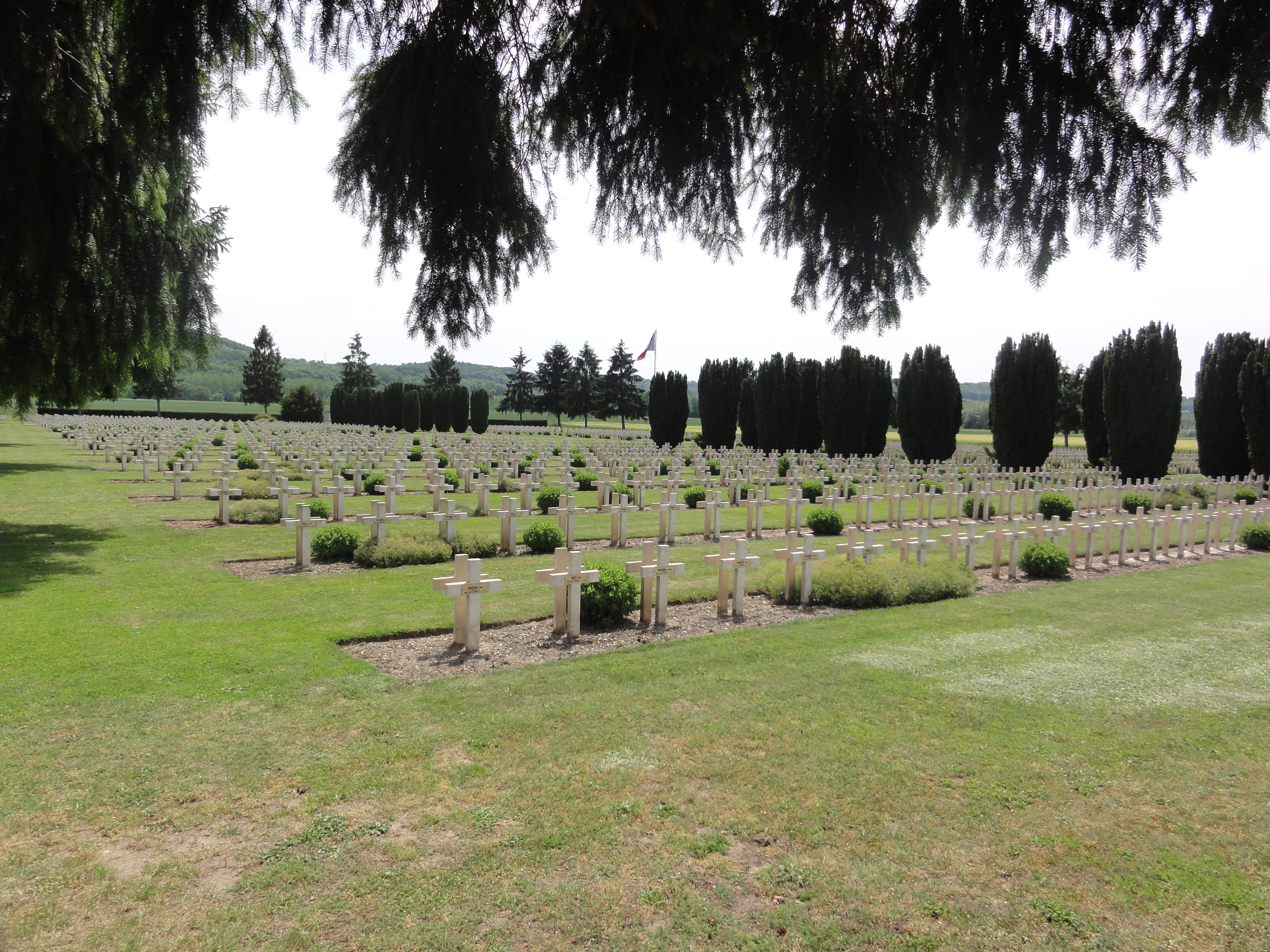
Nécropole nationale de Soupir, section française.

- Cimetière militaire allemand de Soupir, qui rassemble 11 089 corps dont 5 134 dans des tombes individuelles dont 19 non identifiés, 5 955 dans un ossuaire (dont seulement 794 sont identifiés).

- Cimetière militaire italien de Soupir, qui regroupe 592 tombes et un monument commémoratif de Fernand Cian, réalisé en 1921, à la mémoire des soldats italiens tombés sur le sol de France.

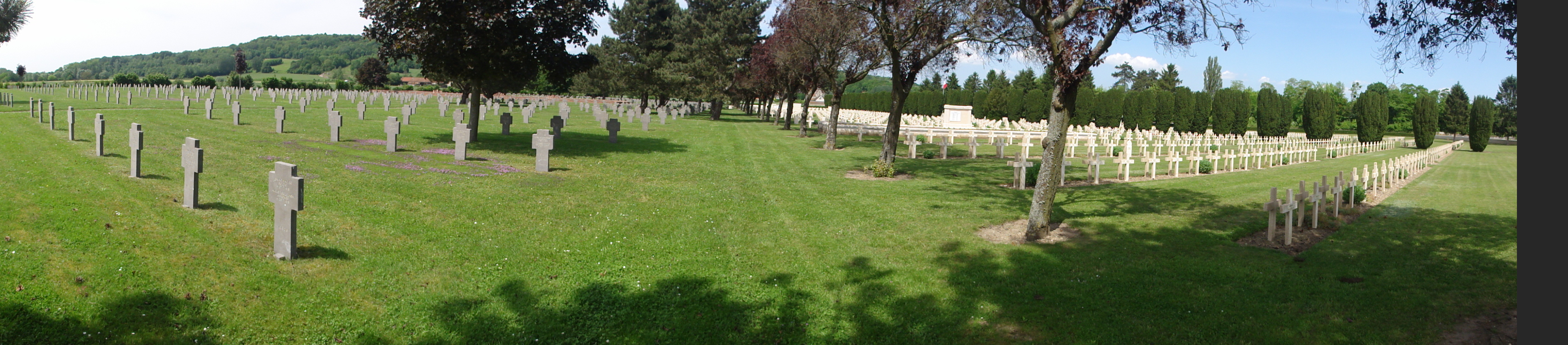
Nécropole nationale de Soupir : section allemande et une des deux sections françaises.
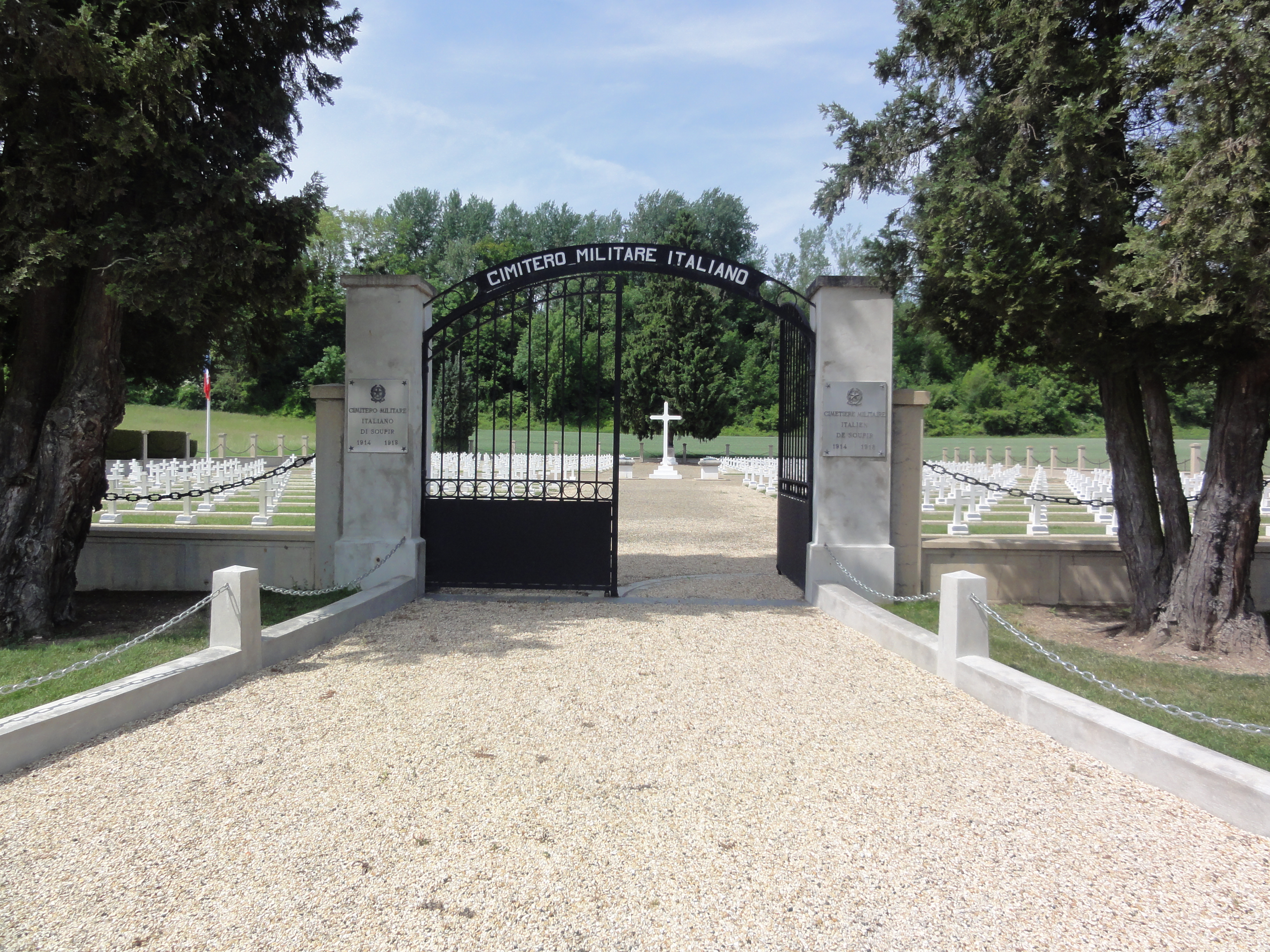
Cimetière militaire italien de Soupir.

### Autres monuments
- Église Notre-Dame de Soupir, classée Monument Historique en 1920.
- La porte monumentale, construite en 1908 et vestige du château de Soupir reconstruit de 1873 à 1876 en style néogothique et détruit en 1914[35],[36],[37],Anonyme, « L'Eglise et le château de Soupir »(Archive.org • Wikiwix • Archive.is • Google • Que faire ?), Album de photographies : Georges Salles pendant la Première Guerre mondiale, Musée d'Orsay, avril 1915 (consulté le 2 juin 2013).

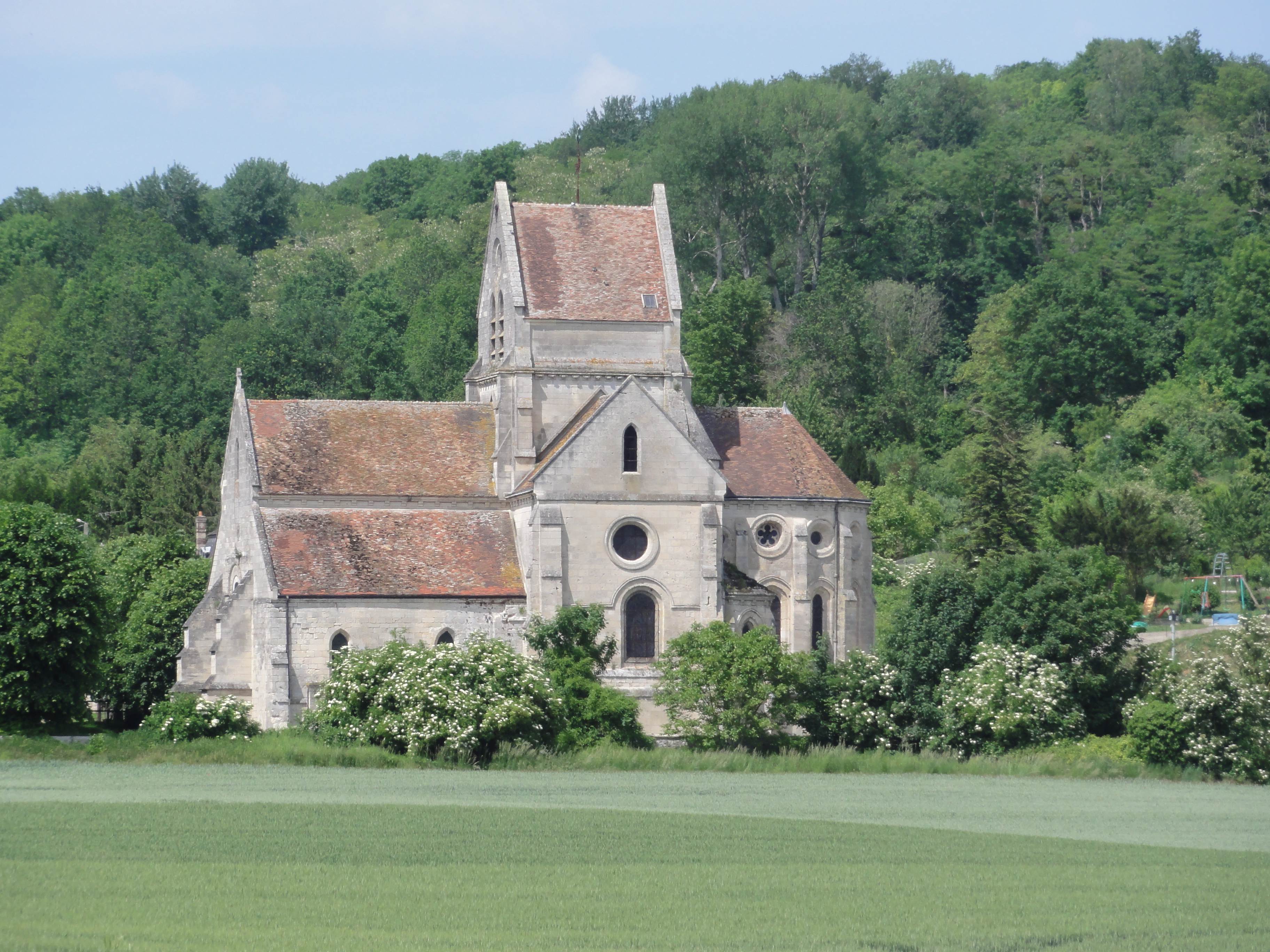
Église Notre-Dame.
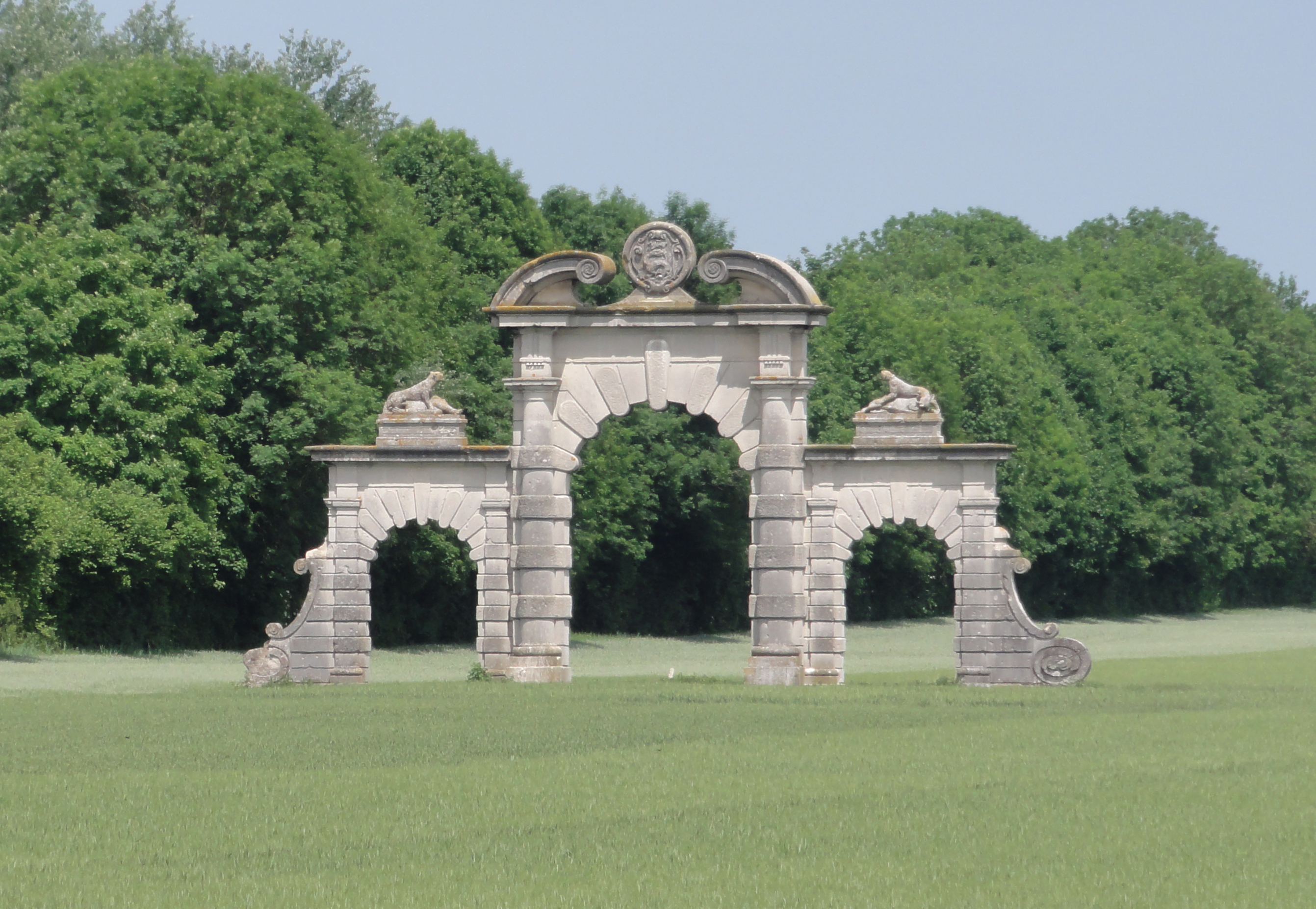
Porche du château détruit.

## Personnalités liées à la commune
- Charles Fabio Brocheton (1736-1814), homme politique né à Soupir, député du tiers état aux États généraux de 1789.
- Alfred Chauchard, propriétaire qui reconstruit le château de Soupir de 1873 à 1876.
- Gaston Calmette, directeur du Figaro et propriétaire du château de Soupir.

## Héraldique
| Blason de Soupir | Blason  | Tiercé en pairle renversé: au 1) de gueules à trois croix latines d'argent, au 2) d'azur au lion d'or, armé et lampassé de gueules, au 3) de sinople à la fasce ondée d'argent, accompagnée en chef d'un porche de château détruit (du lieu) d'or, et en pointe de deux épis de blé du même, posés en chevron versé |
| Blason de Soupir | Détails | Création JF Binon (2016). Le statut officiel du blason reste à déterminer. |